# Cetopsidium morenoi
Cetopsidium morenoi es una especie de pez de la familia Cetopsidae en el orden de los Siluriformes.

## Morfología
• Los machos pueden llegar alcanzar los 4,3 cm de longitud total.
- Número de  vértebras: 36-40.[1][2]

## Hábitat
Es un pez de agua dulce y de clima tropical.

## Distribución geográfica
Se encuentran en Sudamérica: afluentes occidentales de la  cuenca del río Orinoco en Colombia y Venezuela.